# Liste der Monuments historiques in Sepx
Die Liste der Monuments historiques in Sepx führt die Monuments historiques in der französischen Gemeinde Sepx auf.

## Liste der Bauwerke
| Bezeichnung       | Beschreibung                               | Standort | Kennzeichnung | Schutzstatus | Datum | Bild           |
| ----------------- | ------------------------------------------ | -------- | ------------- | ------------ | ----- | -------------- |
| Kloster Bonnefont | auch auf dem Gebiet der Gemeinde Proupiary | (Lage)   | PA00094490    | Inscrit      | 1984  | weitere Bilder |
| Kirche Notre-Dame |                                            | (Lage)   | PA00094491    | Inscrit      | 1966  |                |